# A Na Nhĩ Hãn
A Na Nhĩ Hãn (tiếng Uyghur: ئانارخان; giản thể: 阿娜尔罕, phồn thể: 阿娜爾罕, pinyin: Ā nà ěr hǎn) là một bộ phim truyền hình cận đại gần cách mạng do công ty hữu hạn Đại Sâm Tân Cương, Trung Quốc sản xuất. Do Diêm Thanh Tú, Vu Đức An làm đạo diễn; diễn viên chính: Địch Lệ Nhiệt Ba, Địch Lực Mộc Lạp Đề, A Bặc Lực Khắc Mộc, A Bặc Lai Đề, Thổ Nhĩ Hồng, Y Minh, Cập Ni Gia Đề.Thổ Nhĩ Tốn.
Bộ phim kể về cô con gái A Na Nhĩ Hãn của người nông dân nghèo Tư Địa Khắc địa khu Kashgar phản kháng lại sự cưỡng bức, cám dỗ của đại địa chủ Ô Tư Man; đấu tranh để đến với hạnh phúc dưới sự giúp đỡ của giải phóng quân.
Bộ phim được phát sóng trên đài Trung ương từ ngày 6 tháng 5 năm 2013.

## Danh sách diễn viên
| Vai diễn     | Diễn viên          |
| ------------ | ------------------ |
| A Na Nhĩ Hãn | Địch Lệ Nhiệt Ba   |
| Khố Nhĩ Ban  | A Bặc Lực Khắc Mộc |
| Ô Tư Man     | Thổ Nhĩ Hồng       |
| Y Minh       | Ni Gia Đề          |
| Mã Toa       | A Y Hạ Mỗ          |

## Nội dung
Câu chuyện xảy ra ở cuối thập niên 40, đầu thập niên 50; trước và sau khi khu vực Tân Cương được giải phóng hòa bình. Ở khu vực phía Nam Tân Cương nghèo đói lạc hậu, thiếu nữ người Duy Ngô Nhĩ hiền lành xinh đẹp A Na Nhĩ Hãn và chàng trai chất phác dũng cảm Khố Nhĩ Ban yêu thương nhau. Đại địa chủ ngang ngược Ô Tư Mạn lúc đó lại muốn tiến cống A Na Nhĩ Hãn cho kẻ thống trị tối cao của địa khu là Y Minh, bắt cô làm tiểu thiếp của hắn. A Na Nhĩ Hãn không khuất phục, bị Ô Tư Man tàn nhẫn bức hại, cửa tan nhà nát. Khi quân giải phóng tiến vào Tân Cương đã cho những người dân khổ cực nơi đây niềm hy vọng. Nhưng Y Minh vốn nắm giữ quyền hành theo chế độ cũ, nhất quyết không trao trả quyền lực, âm mưu cấu kết với Mã Toa ngoan cố kháng cự, chống trả lại chính quyền nhân dân. Dưới sự dẫn dắt của quân giải phóng, những người dân kiên cường bao gồm A Na Nhĩ Hãn và Khố Nhĩ Ban, dùng sự nhiệt tình, trả giá mồ hôi nước mắt và cả máu tươi để bảo vệ chính quyền nhân dân. Cuối cùng chào đón họ là cuộc sống và vận mệnh mới.  